# 월드 스마트시티 엑스포
월드 스마트시티 엑스포는 국토교통부와 과학기술정보통신부에서 2017년부터 매년 개최하고 있는 MICE 행사이다.
스마트시티와 연관된 내용을 전시하고 있으며, LH나 국토부 연관기관들이 해외 스마트시티 전문가를 초청해 강연을 개최하기도 한다. 2022년에는 국무총리 한덕수가 개막식에 참여해 축사를 하고, 행사를 돌아보았다.